# Список умерших в 741 году

## Февраль
- 11 февраля — Иш-Вак-Чан-Ахав, правительница Саальского царства со столицей в Наранхо.

## Май
- 28 мая — Учан-Кин-Балам, правитель Южного Мутульского царства со столицей в Дос-Пиласе.

## Июнь
- 18 июня — Лев III Исавр, византийский император (717—741), основатель Исаврийской династии.

## Октябрь
- 22 октября — Карл Мартелл, майордом Франкского государства (717—741).

## Ноябрь
- 28 ноября — Григорий III, Папа Римский (731—741), святой Римско-католической церкви.

## Дата смерти неизвестна или требует уточнения
- Бильге-Кутлуг-хан, каган Восточно-тюркского Каганата (739—741).
- Ваджрабодхи, выдающийся буддийский монах и переводчик, один из основателей эзотерического буддизма в Китае.
- Индрехтах, правитель клана Кенел Габран (733—741).